# Città della Domenica

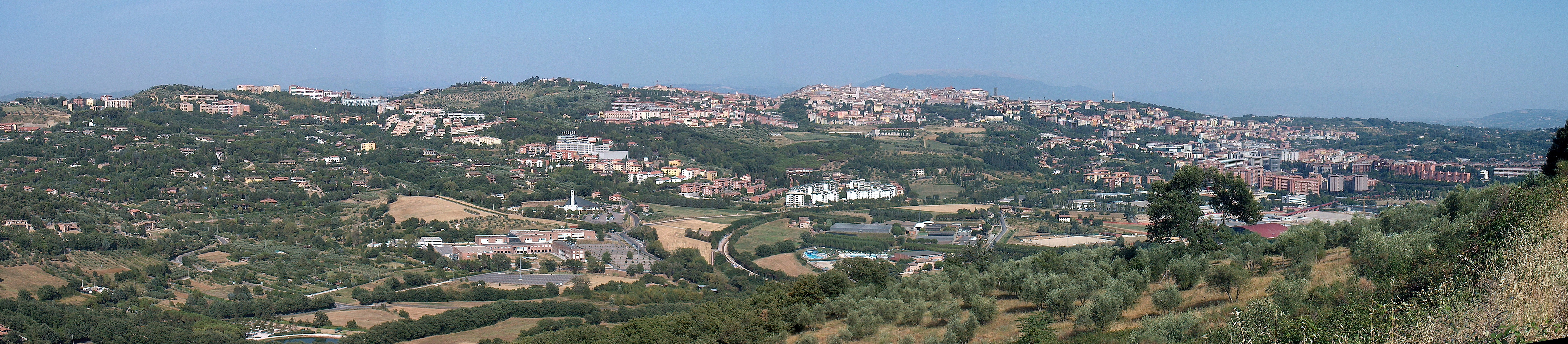
Panorama di Perugia ripreso dalla Città della Domenica

La Città della Domenica è un parco divertimenti faunistico situato a Perugia in località Ferro di Cavallo (a 2 km dal centro). Inaugurato il 21 aprile 1963, è stato il primo parco divertimenti ad aprire in Italia.
Nacque su iniziativa dell'imprenditore perugino Mario Spagnoli (1900-1977), figlio di Luisa Spagnoli, che nel 1960 decise di trasformare i terreni di sua proprietà sul monte Pulito, alla periferia di Perugia, in un parco per il tempo libero delle famiglie, una sorta di città ideale che doveva inizialmente prendere il nome di "Spagnolia".
Di enormi dimensioni per l'epoca, si sviluppa su più colline del monte Pulito presentando, immersi nella fittissima vegetazione umbra, ricostruzioni fiabesche, aree faunistiche e piccole attrazioni meccaniche per bambini.
Negli anni sessanta costituì una grossa novità sul territorio nazionale, tanto da guadagnarsi l'appellativo di Disneyland Italiana. La ricostruzione del castello della bella addormentata e di altri edifici connessi alle fiabe, la costruzione di un percorso attorno ad un laghetto da percorrere a bordo di un trenino e l'integrazione dell'offerta con un grande ristorante panoramico, costituì di fatto il primo esempio di parco tematico italiano.
A differenza di altre strutture simili italiane ed europee sorte nello stesso periodo, che hanno successivamente incrementato l'offerta delle attrazioni meccaniche, il parco umbro si è evoluto dandosi un'impronta didattica, ospitando al proprio interno molte specie di animali allo stato brado (come daini, mufloni e pavoni) ed altri custoditi in recinzioni (come bisonti e il cosiddetto asinello bianco dell'Asinara - Equus asinus var. albina - che proprio il parco ha contribuito a rinsanguare, grazie ad un progetto condotto negli anni ottanta in collaborazione con l'Università degli Studi di Perugia). L'asinello bianco è diventato poi la mascotte del parco con il nome di "Burro".
Negli anni novanta è stato realizzato un rettilario molto fornito e curato, con coccodrilli e serpenti giganti, allestito all'interno della Torre che sorge nell'area antistante l'ingresso.
Nel 2013, anno del cinquantesimo anniversario, la direzione del parco ha introdotto una serie di novità, aggiornando l'offerta degli spettacoli e delle animazioni: oltre all'animazione in Fattoria, è stato introdotto uno spettacolo per bambini nell'area Far West, con duello fra sceriffo e bandito e uno spettacolo di Falconeria che per un periodo ha proposto anche il volo del Grifone, animale simbolo della città di Perugia.
Il 29 settembre 2013 durante i festeggiamenti per il suo cinquantesimo anniversario, è stata inaugurata una mostra storica su Città della Domenica, visitabile gratuitamente nei giorni di apertura.
Nel 2014, in corrispondenza della torre e del castello della Bella Addormentata, è stata realizzata l'area Medioevale dove nel fine settimana si tengono eventi e spettacoli.